# Ministerul Culturii (România)
Ministerul Culturii din România este unul din ministerele Guvernului României. Ministerul promovează identitatea națională prin conservarea și valorificarea patrimoniului cultural și sprijină creația contemporană. Acesta gestionează politicile culturale ale statului, coordonând activitățile legate de patrimoniul cultural, artele vizuale, literatura, teatrul, muzica, cinematografia. Actualul ministru este András István Demeter.
Sediul Ministerului este în municipiul București, Bulevardul Unirii nr. 22, sectorul 3.

## Istorie
Ministerul Culturii a fost înființat inițial în 1862 sub denumirea de Ministerul Cultelor și Instrucțiunii Publice. Instituția a fost reorganizată de mai multe ori.
Ministerul avea denumirea de Ministerul Culturii și Identității Naționale din 2016 până în 2018.
Din 2019, acesta a fost reorganizat în Ministerul Culturii.

## Organizare
În 2023, Ministerul Culturii este structurat în mai multe direcții și un număr de 95 entități subordonate printre care 42 de direcții județene decentralizate pentru cultură.
- Unitatea de Management a Proiectului (UMP) înființat în martie 2007 datorită acordului între România și Banca de Dezvoltare a Consiliului Europei.
- Serviciul Arheologie și Patrimoniu Construit reglementează regimul juridic și sumele alocate pentru patrimoniu.
- Serviciul Patrimoniu Mobil și Imaterial gestionează măsurile legislative, tehnice și financiare pentru patrimoniul cultural.
- Serviciul Relații Internaționale se ocupă cu elaborarea și semnarea acordurilor internaționale.
- Serviciul Afaceri Europene se ocupă cu promovarea intereselor României în cadrul Uniunii Europene.
- Serviciul Buget elaborează bugetul de venituri și cheltuieli.
- Serviciul Achiziții și Administrativ gestionează achizițiile publice ale ministerului.
- Serviciul Legislativ și Relația cu Parlamentul se ocupă de cadrul normativ în domeniul culturii.
- Serviciul Juridic, Contencios protejează interesele ministerului în fața instanțelor și altor autorități.
- Compartimentul Monumente de For Public gestionează reglementările legate de monumentele de for public.
- Compartimentul Servicii Deconcentrate monitorizează activitatea serviciilor decentralizate și armonizarea politicilor culturale și naționale.
- Compartimentul Cultură Scrisă susține și promovează literatura contemporană și cultura scrisă.
- Compartimentul Artele Spectacolului și Cinematografie susține și promovează domeniul spectacolelor și cinematografiei.
- Compartimentul Financiar - Contabilitate organizează evidența contabile ale ministerului.
- Compartimentul Managementul Instituțiilor Publice de Cultură se ocupă cu oferirea de suport pentru instituțiile de cultură publice.
- Compartimentul Resurse Umane se ocupă cu gestionarea resurselor umane din cadrul ministerului.
- Compartimentul Audit Public Intern evaluează utilizarea resurselor publice în minister.
- Compartimentul Unitatea de Politici Publice se ocupă cu eficientizarea proceselor de lucru.
- Compartimentul Corpului de Control efectuează controale administrative la instituțiile subordonate sau coordonate sau aflate sub autoritatea ministerului.
- Compartimentul Informații Clasificate previne accesul neautorizat la informații.
- Compartimentul Capitală Culturală Europeană gestionează modernizarea municipiului Timișoara ca și capitală europeană a culturii.
- Biroul Minorități Naționale susține diversitatea culturală a minorităților.
- Compartimentul UNESCO se ocupă cu implementarea obligațiilor României în cadrul Convențiilor culturale UNESCO.
- Compartimentul Programe de Investiții în Cultură gestionează investițiile din cadrul Planului Național de Redresare și Reziliență (PNRR).
- Biroul Comunicare și Dialog Social gestionează relațiile ministerului cu angajații și publicul.

## Atribuții
- Sprijină restaurarea, protejarea și punerea în valoare a monumentelor istorice, colecțiilor muzeale și altor bunuri de patrimoniu.
- Susține artele vizuale, teatrul, cinematografia, literatura și alte forme de expresie artistică.
- Încurajează inițiativele culturale care contribuie la dezvoltarea economică.
- Promovează schimburile culturale și prezența culturală a României pe scena internațională

## Instituții afiliate
Instituțiile subordonate Ministerului Culturii sunt:
Muzee
- Complexul Muzeal Național „Moldova” - Iași
- Muzeul Național Bran
- Muzeul Național al Carpaților Răsăriteni - Sfântu Gheorghe sit alternativ
- Muzeul de Artă „Vasile Grigore - pictor și colecționar” - București
- Muzeul Național „George Enescu” - București
- Muzeul Național al Hărților și Cărții Vechi - București
- Muzeul Național al Satului „Dimitrie Gusti - București sit alternativ
- Muzeul Brukenthal din Sibiu
- Muzeul Național de Artă al României din București
- Muzeul Național de Artă Contemporană al României - București sit alternativ
- Muzeul Național de Istorie a României din București
- Muzeul Național de Istorie a Transilvaniei din Cluj
- Muzeul Național de Istorie Naturală „Grigore Antipa” din București
- Castelul Peleș din Sinaia
- Muzeul Țăranului Român din București

Instituții de spectacol
- Teatrul Național „I. L. Caragiale”, București;
- Teatrul Național „Lucian Blaga”, Cluj;
- Teatrul Național „Vasile Alecsandri”, Iași;
- Teatrul Național „Mihai Eminescu”, Timișoara;
- Teatrul Național „Marin Sorescu”, Craiova;
- Teatrul Național, Târgu Mureș;
- Opera Națională București
- Opera Română din Cluj
- Opera Maghiară din Cluj
- Opera Națională Română Timișoara
- Teatrul Național de Operetă „Ion Dacian”, București
- Filarmonica „George Enescu” din București

Direcții Județene pentru Cultură
Alte Instituții
- Oficiul Român pentru Drepturile de Autor
- Administrația Fondului Cultural Național - București sit alternativ
- ARTEXIM - București
- Biblioteca Națională - București sit alternativ
- Centrul Cultural “Sala Palatului” - București
- Centrul Cultural Toplița - București
- Centrul de Consultanță pentru Programe Culturale Europene - București sit alternativ
- Centrul de Cultură “Arcuș” - Arcuș sit alternativ
- Centrul de Cultură „George Apostu” - Bacău
- Centrul de European de Cultură - Sinaia
- Centrul de Studii și Cercetări în Domeniul Culturii - București
- Centrul de Pregătire Profesională în Cultură - București
- Centrul Național pentru Conservarea și Promovarea Culturii Tradiționale - București
- Centrul Național al Cinematografiei (CNC)
- Centrul Național al Dansului - București sit alternativ
- Centrul Național de Artă „Tinerimea Română” - București
- Centrul Național de Cultură al Romilor - București
- Editura Video - București
- Filarmonica „George Enescu” - București sit alternativ *sit alternativ
- CIMEC - Institutul de Memorie Culturală - București sit alternativ
- Institutul Național al Monumentelor Istorice - București sit alternativ
- Institutul Național pentru Memoria Exilului Românesc - București sit alternativ
- Institutul Național de Cercetare în Domeniul Conservării și Restaurării - București
- Institutul Național pentru Studierea Holocaustului din România “Elie Wiesel” - București
- Oficiul Național al Monumentelor Istorice - București sit alternativ
- Regia Autonomă de Distribuție și Exploatare a Filmelor „Româniafilm” - București sit alternativ
- Studioul de Creație Cinematografică - București
- Centrul Național de Cultură a Romilor – ROMANO KHER (CNCR-RK)
- Institutul Național pentru Cercetare și Formare Culturală http://www.culturadata.ro/

## Miniștri

### Ministerul culturii
- 28 decembrie 1989 – 16 octombrie 1991 - Andrei Pleșu (Independent) — cu ocazia formării Guvernului Roman (1)
- 16 octombrie 1991 – 19 noiembrie 1992 — Ludovic Spiess (independent) — cu ocazia formării Guvernului Stolojan
- 19 noiembrie 1992 – 28 august 1993 - Mihail Golu (FDSN) / (PDSR) — cu ocazia formării Guvernului Văcăroiu
- 28 august – 5 noiembrie 1993 - Petre Sălcudeanu (PDSR)
- interimat asigurat de Ministrul Învățământului Liviu Maior
- 25 noiembrie 1993 – 5 mai 1995 - Marin Sorescu (Independent)
- 5 mai 1995 – 23 august 1996 - Viorel Mărginean (Independent)
- 23 august – 11 decembrie 1996 - Grigore Zanc (PDSR)
- 11 decembrie 1996 – 28 decembrie 2000 - Ion Caramitru (PNȚCD) — cu ocazia formării Guvernului Ciorbea

### Ministrul culturii și cultelor
- 28 decembrie 2000 – 29 decembrie 2004 - Răzvan Theodorescu (PSD) — cu ocazia formării Guvernului Năstase[2]
- 29 decembrie 2004 – 22 august 2005 - Mona Muscă (PNL) — cu ocazia formării Guvernului Tăriceanu[3]
- 22 august 2005 – 22 decembrie 2008 - Adrian Iorgulescu (PNL)

### Ministrul culturii, cultelor și patrimoniului național
- 22 decembrie 2008 - 23 decembrie 2009 - Theodor Paleologu (PDL) — cu ocazia formării Guvernului Boc (1)[4]

### Ministrul culturii și patrimoniului național
- 23 decembrie 2009 – 7 mai 2012 - Hunor Kelemen (UDMR) — cu ocazia formării Guvernului Boc (2)[5].
- 7 mai - 25 iunie 2012 - Mircea Diaconu (PNL) — cu ocazia formării Guvernului Ponta[6]
- 25 iunie - 21 decembrie 2012 - Puiu Hașotti (PNL)

### Ministrul culturii
- 21 decembrie 2012 – 17 decembrie 2013 - Daniel Constantin Barbu (PNL) — cu ocazia formării Guvernului Ponta (2)
- 17 decembrie 2013 – 26 februarie 2014 - Gigel Știrbu (PNL)
- interimat asigurat de Ministrul Delegat pentru Învățământ Superior, Cercetare Științifică și Dezvoltare Tehnologică Mihnea Costoiu
- 5 martie - 9 octombrie 2014 - Hunor Kelemen (UDMR) — cu ocazia formării Guvernului Ponta (3)
- interimat asigurat de Victor Ponta
- 24 noiembrie - 17 decembrie 2014 - Csilla Hegedüs (UDMR)
- 17 decembrie 2014 – 17 noiembrie 2015 - Ionuț Vulpescu (PSD) — cu ocazia formării Guvernului Ponta (4)
- 17 noiembrie 2015 – 3 mai 2016 - Vlad Alexandrescu (Independent) — cu ocazia formării Guvernului Cioloș
- 3 mai 2016 - 4 ianuarie 2017 - Corina Șuteu (Independent)

### Ministrul culturii și identității naționale
- 4 ianuarie 2017 - 29 iunie 2017 - Ionuț Vulpescu (PSD) - cu ocazia formării Guvernului Grindeanu
- 29 iunie 2017 - 29 ianuarie 2018 - Lucian Romașcanu (PSD) - cu ocazia formării Guvernului Tudose
- 29 ianuarie 2018 - 20 noiembrie 2018 George Ivașcu (PSD) - cu ocazia  formării Guvernului Viorica Dăncilă
- 20 noiembrie 2018 - 4 noiembrie 2019 - Valer-Daniel Breaz (PSD)

### Ministrul culturii
- 4 noiembrie 2019 – 24 noiembrie 2021 — Bogdan Gheorghiu (PNL)
- 24 noiembrie 2021 – 15 iunie 2023  — Lucian Romașcanu (PSD)
- 15 iunie 2023 – 23 decembrie 2024 — Raluca Turcan (PNL)
- 23 decembrie 2024 - 23 iulie 2025 - Natalia Elena Intontero (PSD)
- 23 iulie 2025 - prezent - András István Demeter (UDMR)

## Vezi și
- Institutul Național al Patrimoniului